# 18593 Wangzhongcheng
18593 Wangzhongcheng è un asteroide della fascia principale. Scoperto nel 1998, presenta un'orbita caratterizzata da un semiasse maggiore pari a 2,4394941 UA e da un'eccentricità di 0,0787970, inclinata di 2,87611° rispetto all'eclittica.